# Theïstisch evolutionisme
Theïstisch evolutionisme, of evolutionair creationisme, is de gedachte dat sommige of alle klassieke religieuze leringen over God en de schepping verenigbaar zijn met een deel van, of de gehele wetenschappelijke theorie van de evolutie. Dit betekent meestal dat de monotheïstische God via de oerknal en evolutie zijn schepping heeft verricht.

## Definitie
Het theïstische evolutionisme stelt dat het aannemen van de evolutionaire biologie in wezen niet verschilt van het aannemen van andere wetenschappen, als astronomie of meteorologie, die zich ook baseren op de methodologische aanname van het filosofisch naturalisme om de natuurlijke wereld te bestuderen, zonder het bestaan of niet-bestaan van het bovennatuurlijke aan te nemen. Volgens dit gezichtspunt is het zowel godsdienstig als wetenschappelijk gezien juist om oude religieuze geschriften te herinterpreteren op een manier die overeenstemt met hedendaagse wetenschappelijke resultaten over evolutie. 
Deze synthese van de onderliggende teleologie van geloof en religieuze leer met wetenschap kan nog steeds omschreven worden als creationisme, omdat goddelijke tussenkomst het ontstaan van het leven veroorzaakte, of dat door God gegeven wetten de vorming van soorten beheersen, maar in het debat tussen creationisten en evolutionisten staan haar voorstanders meestal aan de kant van de 'evolutionisten'. Daarom geven mensen aan beide zijden de voorkeur aan de term 'theïstisch evolutionisme' om dit geloof te omschrijven.
De term 'evolutionair creationisme' wordt in het bijzonder gebruikt voor standpunten waarin God de gewone tijd en ruimte overstijgt, waarbij de natuur geen bestaan heeft onafhankelijk van zijn wil. Dit staat uitleggingen toe die consistent zijn met zowel een letterlijke uitleg van Genesis als met de objectieve wetenschap, bijvoorbeeld omdat de scheppingsgebeurtenissen plaatsvonden buiten de tijd zoals wij die kennen.
Een bekend artikel waarin theïstisch evolutionisme wordt beargumenteerd is Nothing in biology makes sense except in the light of evolution van Theodosius Dobzhansky.

## Bekende theïstisch evolutionisten
- Cees Dekker (1959), Nederlands natuurkundige
- Theodosius Dobzhansky (1900-1975), Oekraïens-Amerikaans geneticus, entomoloog en evolutiebioloog
- Henry de Dorlodot (1855-1929), Belgisch kanunnik, theoloog, stratigraaf en paleontoloog
- Wim Eijk (1953), Nederlands aartsbisschop, medicus en ethicus
- George Henslow (1835-1925), Brits botanicus en anglicaans geestelijke
- Tim Keller (1950-2023), New Yorks predikant
- Andries Knevel (1952), Nederlands theoloog, schrijver, radio- en televisiepresentator[1]
- Jan Lever (1922-2010), Nederlands zoöloog, endocrinoloog en evolutiebioloog
- Alister McGrath (1953), Brits scheikundige en theoloog
- Reinier Sonneveld (1978), Nederlands schrijver
- Vernon Storr (1869-1940), Brits theoloog, anglicaans geestelijke
- Pierre Teilhard de Chardin (1881-1955), Frans paleontoloog, pater jezuïet en theoloog
- Erich Wasmann (1859-1931), Oostenrijks entomoloog en pater jezuïet